# Mas Amigó
El Mas Amigó o Ca l'Amigó és una masia del barri de Canyet de Badalona, catalogada com a bé cultural d'interès local.

## Història
El 1712 era propietat de Gregori Amigó.

## Descripció
És un conjunt d'edificis centrats en la masia, de planta baixa i un pis i coberta a dues vessants. Conserva una finestra gòtica a la façana, i a l'interior hi destaca la cuina. Al barri d'entrada hi ha una reixa de forja amb la data de 1890.